# 圣米格尔省 (萨尔瓦多)
聖米格爾省（西班牙語：San Miguel）是薩爾瓦多十四個省之一，位於該國東部，北界宏都拉斯，西北界全國最大河流倫帕河，南臨太平洋。面積2,077平方公里，人口520,022人（2006年）。首府聖米格爾是全國第四大城市。
1824年建省，下分二十個自治市。